# Nick Griffin

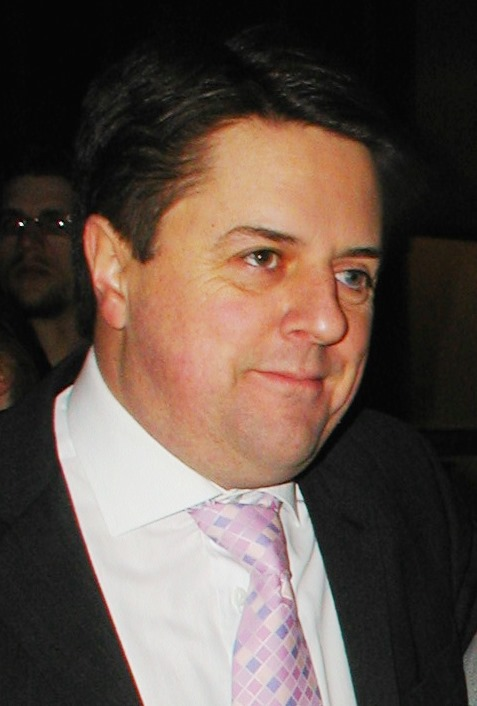
Nick Griffin (2006)

Nicholas John „Nick“ Griffin (* 1. März 1959 in Barnet bei London) ist ein britischer Politiker, der ehemalige Vorsitzende der British National Party (BNP) und ehemaliges Mitglied des Europäischen Parlaments. Er wurde wiederholt wegen Hassverbrechen angeklagt und zuletzt 1998 wegen Aufstachelung zum Rassenhass (incitement of racial hatred) rechtskräftig verurteilt.

## Leben

### Kindheit und Studium
Nick Griffin wurde 1959 als einziges Kind von Jean und Edgar Griffin in Barnet geboren. Als er acht Jahre alt war, zog Nick Griffin nach Southwold. Dort besuchte er mit Hilfe eines Stipendiums als einer von nur zwei Jungen das ehemalige Mädchenpensionat Saint Felix School.
Im Alter von 14 Jahren wurde Griffin Mitglied der National Front, und Berichten zufolge übernachtete er im Alter von 16 Jahren bei Martin Webster, einem führenden Mitglied der National Front. 1999 behauptete Webster, dass er eine homosexuelle Beziehung mit Griffin gehabt habe, der zu diesem Zeitpunkt für die Öffentlichkeitsarbeit der BNP zuständig war. Griffin dementierte jegliche homosexuelle Beziehung.
1977 schrieb sich Griffin im Downing College (Cambridge) ein, um zuerst Geschichte, dann Jura zu studieren. Seine Beziehung zur National Front wurde erstmals während einer Debatte der Studentenvereinigung publik, und sein Bild wurde in einer Studentenzeitung veröffentlicht. Später gründete Griffin die Young National Front Student Organisation. Er schloss sein Jurastudium mit der Note Gut ab. In Oxford lernte Griffin auch Boxen, nachdem er sich in Lewisham mit einem Mitglied einer antifaschistischen Partei geprügelt hatte.

### Beginn der politischen Karriere
1995 wurde er in der BNP aktiv, übernahm die redaktionelle Verantwortung für das Parteiblatt Spearhead und wurde Parteisprecher. Bei zahlreichen Gelegenheiten äußerte sich dabei positiv über Adolf Hitler. 1998 musste er sich wegen „Aufstachelung zum Rassenhass“ vor Gericht verantworten. In einem Artikel der Zeitschrift The Rune (Ausgabe Nr. 12/1997), bei der er als Herausgeber fungierte, bezeichnete er Schwarze unter anderem als „Sklavenmischlinge“. Im Verlauf des Verfahrens verglich er die Vorstellung, sechs Millionen Juden seien durch den Holocaust gestorben, mit der Vorstellung, die Erde sei flach, und benannte unter anderem den französischen Neonazi und Holocaustleugner Robert Faurisson als Entlastungszeugen. Er wurde zu einer neunmonatigen Bewährungsstrafe und einer Geldstrafe von £2.300 verurteilt. Nachdem das Urteil verlesen wurde, reichte er beim Königlichen Strafgericht einen Revisionsantrag ein. In der Begründung forderte er das Gericht auf, Beweise über die Existenz von Gaskammern beizubringen.

### Parteivorsitzender
1999 wurde Griffin Parteivorsitzender, indem er durch eine Urabstimmung den bisherigen Parteivorsitzenden John Tyndall ablöste. Von nun an versuchte er, der Partei ein neues moderateres Image zu geben, indem er jegliche Nazisymbolik aus den öffentlichen Auftritten verbannte (wie es zur Zeit seines Vorgängers noch üblich war). Vorbild dieser Politik waren unter anderem der französische Front National und die österreichische FPÖ. Offenen Rassismus und Antisemitismus versucht man seither zu vermeiden, hauptsächlich werden Kritik am Multikulturalismus, die angeblich drohende Islamisierung Großbritanniens und die vermeintliche Einschränkung der Meinungsfreiheit durch die Political Correctness thematisiert.
Zwischen 2000 und 2009 trat Griffin bei zahlreichen Wahlen im Vereinigten Königreich für die BNP an, konnte jedoch keine Mandate erzielen. 2004 wurden mehrere BNP-Mitglieder nach einer BBC-Dokumentation verhaftet, unter anderem Nick Griffin und John Tyndall, der Gründer der BNP. Bei den verdeckt gemachten Aufnahmen hatten BNP-Mitglieder unter anderem gesagt, sie wollten „Pakis töten“. In dem folgenden Verfahren erklärte Griffin, seine Bemerkungen hätten keinen rassistischen Hintergrund, sondern sollten den Islam als Religion kritisieren, und berief sich auf das Recht auf Meinungsfreiheit. Letztlich wurde Griffin von den Vorwürfen freigesprochen.

### Europaabgeordneter
Bei der Europawahl im Vereinigten Königreich 2009 erzielten Griffin und Andrew Brons Mandate für die British National Party und zogen ins Europäische Parlament ein. Schon kurz nach der Wahl erreichte Griffin erneut Aufmerksamkeit, als er vorschlug, Boote mit Flüchtlingen, die aus Afrika in die EU einwandern wollen, zu versenken, damit Europa nicht „von der Dritten Welt überschwemmt“ werde. Auf Nachfrage erklärte er weiter, man könne den Flüchtlingen „ja ein Rettungsfloß zuwerfen, dann können sie zurück nach Libyen“.
Im Oktober 2009 wurde Griffin als erster BNP-Politiker überhaupt in der renommierten Politiksendung Question Time der BBC eingeladen, eine Entscheidung, die in der britischen Öffentlichkeit sehr umstritten war. In der Sendung kritisierte er erneut den Islam. Zugleich distanzierte er sich mit Verweis auf „europäisches Recht“ von seinen früheren holocaustleugnenden Äußerungen, lehnte jedoch weitere Erklärungen zu seinem Positionswechsel ab. In derselben Sendung bezeichnete Griffin Homosexuelle als „unheimlich“ und verteidigte gemeinsame Auftritte mit führenden Personen des Ku Klux Klans. Er behauptete, Teile dieser Organisation seien nicht gewalttätig.
Im Dezember 2009 kritisierte Griffin die UN-Klimakonferenz in Kopenhagen, an der er als Vertreter des Europäischen Parlaments teilnahm. Er bezeichnete die globale Erwärmung als den „größten Schwindel der Geschichte“, der nur die Erhöhung von Steuern und Energiepreisen rechtfertigen solle. Durch die Unterstützung von Biokraftstoffen, deren Anbau auf Kosten der Nahrungsmittelproduktion gehe, würden die Klimaaktivisten zu „Massenmördern“. Dabei beachtete Griffin nicht, dass Umweltorganisationen wie Greenpeace den Anbau von Biokraftstoffen sehr kritisch sehen.
Griffin war im EU-Parlament fraktionslos. Mitglied war er im Ausschuss für Umweltfragen, öffentliche Gesundheit und Lebensmittelsicherheit, in der Delegation für die Beziehungen zu Belarus und der Delegation in der Parlamentarischen Versammlung EURO-NEST.
Als Stellvertreter war er im Ausschuss für Industrie, Forschung und Energie, in der Delegation für die Beziehungen zur Schweiz und zu Norwegen sowie im Gemischten Parlamentarischen Ausschuss EU-Island und im Gemischten Parlamentarischen Ausschuss Europäischer Wirtschaftsraum.

### Seit 2014
Nachdem die BNP bei der Europawahl 2014 beide Mandate verloren hatte, wurde Griffin am 1. Oktober 2014 aus der BNP ausgeschlossen. Er gründete die British Unity Party, die jedoch hauptsächlich als Facebook-Gruppe agiert. Im Februar 2015 beteiligte sich Griffin an der Gründung der europäischen Partei Allianz für Frieden und Freiheit.